# Thuyết thông linh

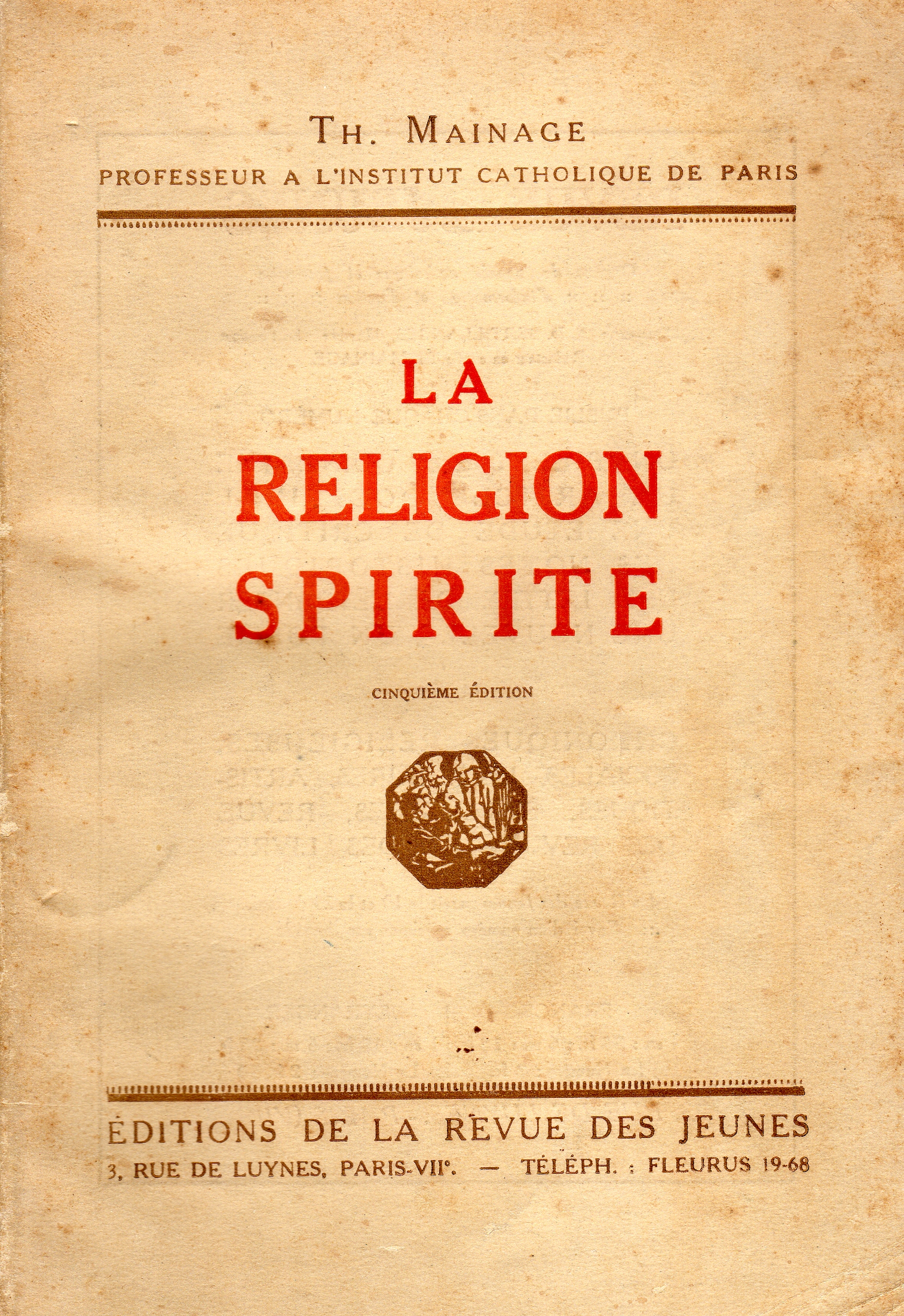
Cuốn sách chủ đề về thuyết thông linh

Thuyết thông linh hay còn gọi là học thuyết Thông linh luận (tiếng Anh: Spiritism; tiếng Pháp: Spiritisme; tiếng Bồ Đào Nha: Espiritismo) là một học thuyết luân hồi tái sinh được hình thành ở Pháp vào giữa thế kỷ XIX do nhà giáo Allan Kardec với bút danh Hippolyte Léon Denizard Rivail sáng lập nên. Thuyết thông linh giải thích từ góc độ Cơ Đốc giáo về chu kỳ mà một linh hồn được cho là quay trở lại tồn tại vật chất sau cái chết sinh học của cơ thể trước đây mà linh hồn này cư trú, cũng như quá trình tiến hóa mà linh hồn trải qua trong quá trình này. Khái niệm linh hồn bất tử này cũng tương tác với các quan niệm triết học và khoa học về mối quan hệ giữa vật chất và đạo đức.
Thuyết thông linh nổi lên như một phong trào tôn giáo mới xuất phát từ Thuyết duy linh (Spiritualism) khi những quan niệm và thực hành liên quan đến giao tiếp tâm linh đã phổ biến khắp Bắc Mỹ và Châu Âu kể từ những năm 1850. Các khái niệm và thuật ngữ đáng chú ý trong thuyết thông linh có thể kể đến như: Các hiện tượng siêu linh (Psychic phenomena), Thị kiến thông linh (Spiristic visions) là hiện tượng tự thấy khải tượng siêu nhiên ở một số người, nói trong lúc xuất hồn (Excursions of the spyche), Thuật hiện biến (Materializations), Cơ ly (Tumbler moving). Ngày nay, để truyền bá giáo điều thì những tín nhân thuyết Thông linh còn thiết lập những Trung tâm thông linh (Spiritist centre) hay còn gọi là Hiệp hội thông linh (Spiritist society) là đơn vị tổ chức cơ bản của những tín nhân Thuyết thông linh.

## Dẫn luận
Allan Kardec đề ra thuật ngữ thuyết thông linh hay thông linh luận vào năm 1857 và định nghĩa nó là "học thuyết dựa trên sự tồn tại, biểu hiện và lời dạy của các linh hồn". Mặc dù không được công nhận là một khoa học nhưng Kardec tuyên bố rằng thuyết thông linh kết hợp các khía cạnh khoa học, triết học và tôn giáo nhằm kiếm tìm sự hiểu biết tốt hơn không chỉ về vũ trụ hữu hình mà còn về vũ trụ vượt ra ngoài sự siêu việt. Học thuyết này dựa trên năm tác phẩm cơ bản, được gọi là Bộ luật thông linh, được Allan xuất bản từ năm 1857 đến năm 1868. Bộ sách này bao gồm Sách của các linh hồn (The Spirits' Book), Sách của đồng cốt (The Mediums' Book), Phúc âm theo thuyết thông linh (The Gospel According to Spiritism), sách Thiên đường và địa ngục, và sách Sáng thế ký . Ngoài ra, còn có những tác phẩm được gọi là bổ sung chẳng hạn như Thuyết thông linh là gì? (What is Spiritism?), Tạp chí thông linh học (Spiritist Review) và Tác phẩm di cảo (Posthumous Works).
Những tín nhân coi thuyết thông linh là một học thuyết tập trung vào việc cải thiện đạo đức của con người và tin vào sự tồn tại của một vị thần duy nhất, khả năng giao tiếp hữu ích với các linh hồn thông qua các phương tiện và sự tái sinh như một quá trình phát triển tâm linh và công lý thiêng liêng. Theo Hội đồng Thông linh Quốc tế (International Spiritist Council) thì thuyết thông linh có mặt ở 36 quốc gia, với hơn 13 triệu người theo dõi trên toàn thế giới phổ biến nhất ở Brazil, nơi nó có khoảng 3,8 triệu người theo dõi theo dữ liệu từ Viện Địa lý và Thống kê Brazil (Brazilian Institute of Geography and Statistics), và hơn 30 triệu người đồng tình về học thuyết này, theo Liên đoàn Tinh thần Brazil (Brazilian Spiritist Federation). Các nhà thông linh cũng được biết đến vì có ảnh hưởng và thúc đẩy phong trào trợ giúp xã hội và từ thiện. Học thuyết này đã có ảnh hưởng mạnh mẽ đến nhiều dòng tôn giáo khác, chẳng hạn như Santería, Umbanda và các phong trào thời đại mới (New Age). Theo Joseph McCabe, trích dẫn tuyên bố của Arthur Conan Doyle về việc các nhà khoa học xác nhận các hiện tượng tâm linh được cho là trong 30 năm, các phương tiện truyền thông đã đánh lừa các nhà nghiên cứu, ông cho rằng những sự lừa dối này đã dẫn đến ngôn ngữ kiêu ngạo của văn học tâm linh.

## Luận thuyết
Luận thuyết chính của thông linh luận là các linh hồn bất tử luân chuyển từ cơ thể này sang cơ thể khác trong nhiều kiếp để cải thiện bản thân về mặt đạo đức và trí tuệ. Nhưng khác với sự luân hồi, thì theo Thông linh học thì các linh hồn không thể quay trở lại dưới dạng động vật hoặc bất kỳ dạng sống thấp hơn nào. Sự luân chuyển của linh hồn luôn hướng về phía trước, và linh hồn luôn hiện diện trong cơ thể con người. Những tín nhân theo thuyết thông linh tin rằng điều này giải thích sự khác biệt về tính khí và trí tuệ ở con người. Thuyết thông linh cũng phán rằng các linh hồn quái gở có thể có những tác động nhân từ hoặc ác tâm đối với người sống và con người có thể giao tiếp với các linh hồn thông qua những buổi lễ cầu hồn  hay buổi gọi hồn.